# Beryl Hill
Beryl Hill är en kulle i Antarktis. Den ligger i Östantarktis. Australien gör anspråk på området. Toppen på Beryl Hill är 30 meter över havet.
Terrängen runt Beryl Hill är varierad. Havet är nära Beryl Hill norrut. Trakten är obefolkad. Det finns inga samhällen i närheten.